# Terra de Grinnell
La Terra de Grinnell és la part central de l'illa Ellesmere a la part més septentrional del territori de Nunavut, Canadà i forma part del Parc Nacional de Quttinirpaaq. Va rebre el nom d'Henry Grinnell, un magnat de Nova York, que a la dècada de 1850 va finançar dues expedicions per trobar l'expedició perduda de Franklin.
El nom li fou donat pel capità Edwin De Haven durant la primera expedició de Grinnell, el setembre de 1850, quan va veure unes terres que sobresortien per damunt dels núvols. De Haven va confirmar el nom en el seu informe oficial del viatge, datat d'octubre de 1851.
Fort Conger es troba a la riba nord de la badia de Lady Franklin.